# Raemerhei (Hautoho)
Raemerhei (Raimerhei) ist eine osttimoresische Aldeia im Suco Hautoho (Verwaltungsamt Remexio, Gemeinde Aileu). 2015 lebten in der Aldeia 60 Menschen.

## Geographie
Die Aldeia Raemerhei bildet den Osten des Sucos Hautoho. Südwestlich befindet sich die Aldeia Lebutu. Im Norden grenzt Raemerhei an den Suco Fadabloco und im Süden an das Verwaltungsamt Lequidoe mit seinem Suco Acubilitoho, Bereleu und Faturilau. Die Grenze zu Lequidoe bildet der Fluss Coioial, nach Norden hin folgt der Mailaha der Grenze. Im Osten treffen die beiden Flüsse zusammen und bilden den Coumal. Die Flüsse gehören zum System des Nördlichen Laclós.
An der Straße, die den Norden der Aldeia durchquert befinden sich im Westen die Weiler Raemerhei und Klinkeon.

## Politik
Bei den Kommunalwahlen in Osttimor 2009 wurde Manuel dos Santos zum Chefe de Aldeia gewählt. Die nächsten Wahlen fanden 2016 und 2023 statt.